# Éditions de La Sirène
Pour les articles homonymes, voir La Sirène.
Les Éditions de La Sirène (ou La Sirène) sont une maison d'édition française créée par Paul Laffitte à Paris en 1917 et disparue en 1935. Son catalogue, d'une qualité exigeante, permit de redécouvrir des textes oubliés et lancer de jeunes auteurs prometteurs.

## Histoire de la maison
Le financier et journaliste proche du milieu du cinéma et du théâtre, Paul Laffitte, associé à son beau-frère Richard Cantinelli (1870-1932), ouvrent en mars 1917 une librairie-maison d'édition au nom de La Sirène au 17 boulevard Haussmann à Paris. En décembre, la librairie est transférée au 12 rue La Boétie qu'ils conservent quand est aménagé un bureau au 7 rue Pasquier en 1919. Puis, au cours de l'année 1921, l'ensemble est transféré au 29 boulevard Malesherbes. En 1930, le 45 bis rue de Lille est leur dernière adresse.
Laffitte souhaite à la fois rééditer des textes oubliés et publier des auteurs et des sujets résolument contemporains, avec une prédilection pour la musique, le théâtre et le cinématographe : grâce à Blaise Cendrars sont recrutés Guillaume Apollinaire, Max Jacob ou Jean Cocteau, ce dernier apportant des textes de Raymond Radiguet et de membres du Groupe des Six. Une marque de fabrique avant-gardiste caractérise profondément cet éditeur, notamment par ses choix artistiques et typographiques. Entre 1920 et 1922, Laffitte fait appel à Marius Audin pour l'impression et à Bertrand Guégan pour la direction artistique, et recrutent des graveurs comme Pierre Combet-Descombes ou Marcel Roux.
Le nombre de collaborateurs prestigieux est considérable : Félix Fénéon assure la direction littéraire de 1920 à 1922. Guégan fait appel à Pablo Picasso, Kees van Dongen, Fernand Léger, André Lhote, Jean Cocteau, Jean Hugo ou Raoul Dufy pour les illustrations ou pour dessiner la marque ; des cinéastes comme Jean Epstein ; des musiciens comme Maurice Jacquet qui y édite des partitions, etc. 
En 1920, La Sirène rachète l'ancienne Société d'éditions musicales-Paul Dupont et transforme la boutique de la rue de la Boétie en librairie musicale. En 1921-1922, les Éditions de la Lampe merveilleuse, créées par Louis Nalpas et dirigées par Léon Moussinac, sont diffusées par La Sirène. 
L'aventure faillit prendre fin une première fois en février 1923 quand, frappée par la crise du livre, et faute de plus amples ressources financières et du fait aussi des moyens luxueux employés dans la fabrication des ouvrages (papier vélin ou alpha vergé en édition courante), la maison trouve en l'éditeur Georges Crès & Cie un distributeur avisé ; la production est cependant ralentie. En février 1926 intervient une première liquidation.
En octobre 1930, La Sirène, libérée de G. Crès, reprend sa production qui s'arrête définitivement cette fois en novembre 1935.
Le fonds fut en partie racheté par la librairie Rombaldi en 1937.

## Extrait du catalogue

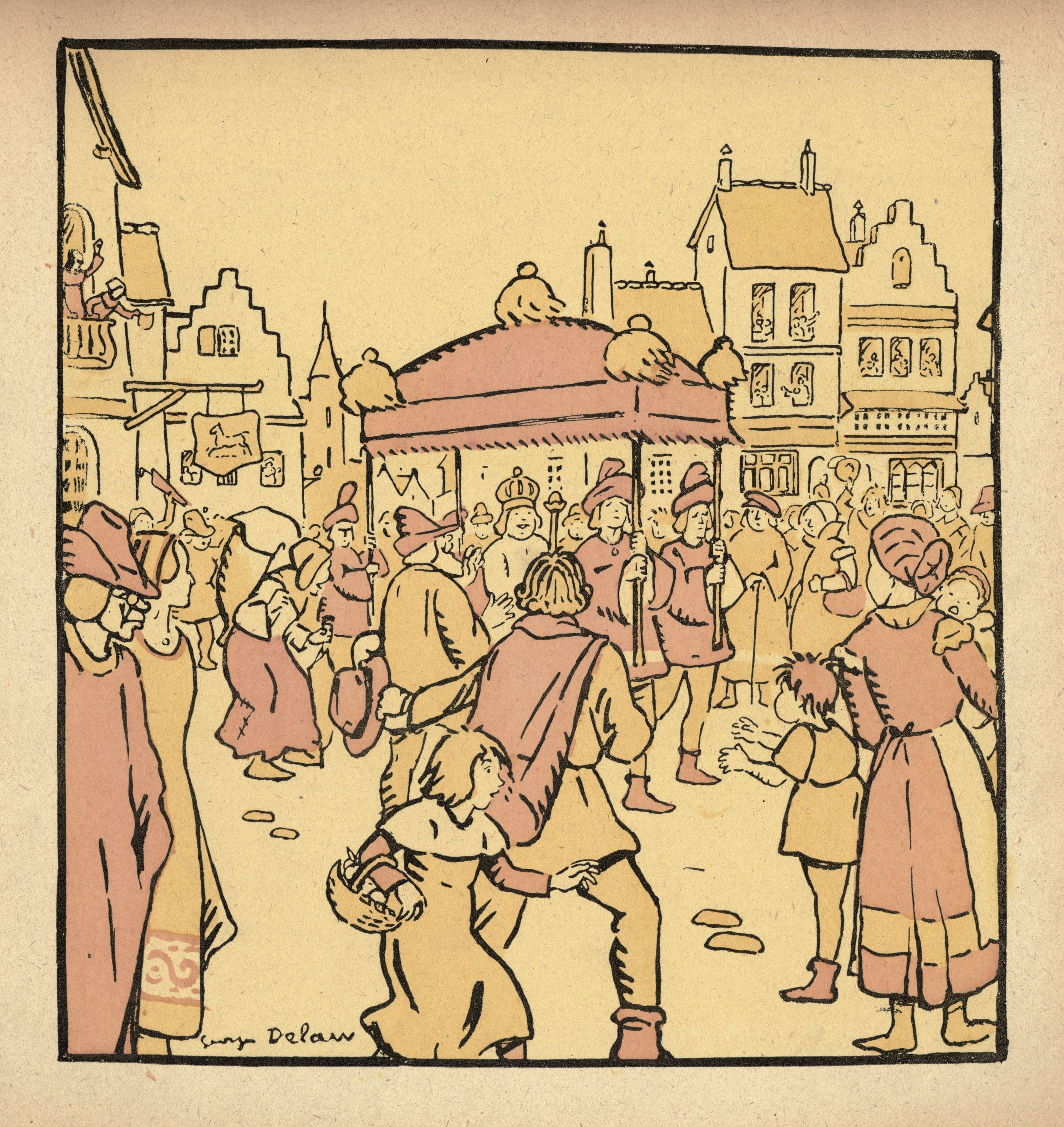
Illustration de Georges Delaw extraite des Contes d'Andersen nouvellement traduits du danois par Wally-Anne Guégan (1920).

- Conrad Moricand, Les interprètes : essai de classement psychologique d'après les correspondances planétaires, avec une préface de Max Jacob, 1917.
- Guillaume Apollinaire, Le Bestiaire ou le Cortège d'Orphée, illustr. de Raoul Dufy, 1919
- Blaise Cendrars, La Fin du monde filmée par l'Ange N.-D., avec des compositions en couleur de Fernand Léger, 1919
- Éditions complète (1921-1935) des Mémoires de Giacomo Casanova
- Jérôme K. Jérôme, Trois hommes dans un bateau, 1921 : leur plus gros succès

### Collections
- « L'Almanach de Cocagne » (1920, 1921, 1922), consacré aux arts culinaires.
- « Rat de bibliothèque » : lancée en 1918, elle comprend les textes oubliés.
- « Tracts » dirigée par Blaise Cendrars (1918-1923), on y trouve :
  - Jean Cocteau, Le Coq et l'Arlequin. Notes autour de la musique, Tracts n° 1, 1918
  - Guillaume Apollinaire, Le Flâneur des deux rives, Tracts n° 2, 1918
  - Pierre Mac Orlan, Petit manuel du parfait aventurier, 1920
  - Jean Cocteau, Carte Blanche. Articles parus dans Paris-Midi du 31 mars au 11 août 1919, 1920
  - Jean Epstein, Bonjour cinéma, 1921 avec 5 dessins de Claude Dalbanne
  - Jean Epstein, La Poésie d’aujourd’hui. Un nouvel état de l’intelligence, 1921
  - André Billy, Apollinaire vivant, 1923